# Curtea Văcărescu-Calimachi din Mănești
Curtea Văcărescu-Calimachi din Mănești este un ansamblu de monumente istorice aflat pe teritoriul satului Mănești, comuna Mănești, operă a arhitectului Paul Gottereau.
Ansamblul este format din următoarele monumente:
- Castelul Văcărescu-Calimachi (cod LMI PH-II-m-A-16539.01)
- Beci aripa de vest (cod LMI PH-II-m-A-16539.02)
- Clădiri anexă (cod LMI PH-II-m-A-16539.03)
- Parc (cod LMI PH-II-m-A-16539.04)